# John Hancock Center
A John Hancock Center (beceneve: Big John) egy 100 emeletes, 344 méter magas felhőkarcoló Chicagóban. Amikor 1969-ben befejezték, New Yorkot leszámítva a legmagasabb épületnek számított. Az utca szintjétől az antenna tetejéig mérve 459 m. A felhőkarcoló irodák és éttermek mellett otthont ad körülbelül 700 öröklakásnak, melyek a világ legmagasabb lakosztályai, miután a legtöbb felhőkarcoló kereskedelmi célokra épül. Nevét a John Hancock Mutual Life Insurance Company után kapta, amely cég a felhőkarcoló építtetője és első bérlője volt.
A John Hancock Center kilátója a 94. emeleten van, és belőle csodálatos a kilátás Chicagóra és a Michigan-tóra. A látvány mellett egy kiállítás is megtekinthető a városról. Térképek magyarázzák minden irányban a kilátást, és a kilátó egy speciális részén a látogatók megtapasztalhatják a szél erősségét az utcaszinttől 314 m magasan. A 44. emeleten pedig Amerika legmagasabban fekvő medencéje található.
A Hancock Centerben lévő kilátón kívül Chicagóban még egy hasonló kilátó van, a Sears Tower Skydeck terasza. Az magasabban, 412 m-en van, viszont mivel közvetlenül a Michigan-tó mellett áll, a Hancock Observatory-ból szebb a kilátás a tóra.
Az épület a World Federation of Great Towers szövetség tagja.

## A torony története

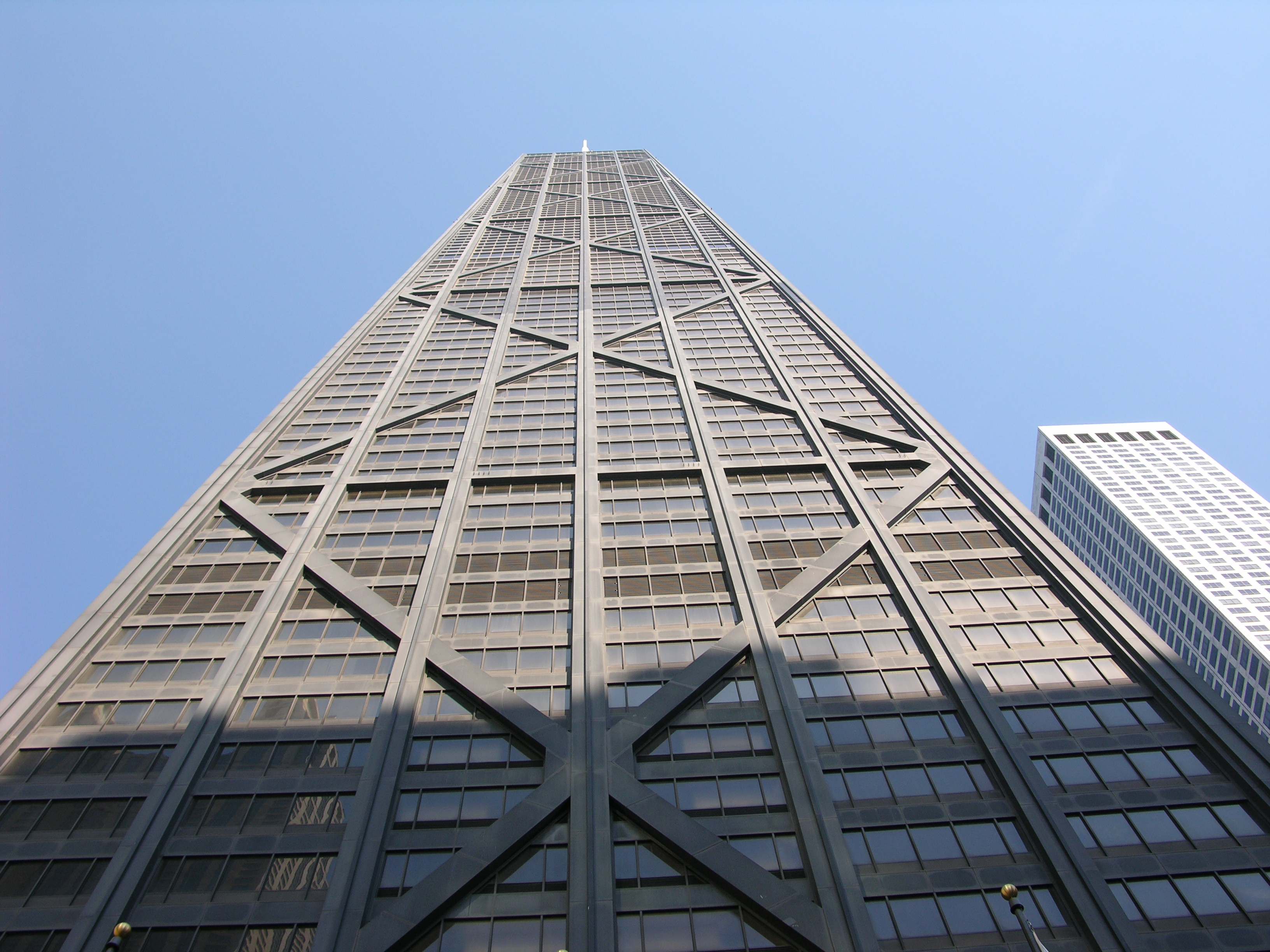
A jellegzetes X alakú merevítés

Az épületet 1965-ben kezdték építeni, megépítése annyiba került, mint egy korabeli 45 emeletes irodaépület. Ez annak köszönhető, hogy a torony felhúzásához forradalmian új technikákat alkalmaztak. A felhőkarcoló 1969-ig épült és 1970-ben adták át.
A felhőkarcoló a high-tech építészeti stílus egyik leghíresebb képviselője. Az épület egyedi, X alakú merevítése jelzi, hogy a szerkezet külső burkolata is szerves része az épület csőrendszerének. Ez a rendszer tulajdonképpen az épület gerince, aminek köszönhetően a felhőkarcoló biztosan tör fölfelé, és a szél, illetve egy esetleges földrengés erejétől sem dől össze. Így ez a technika tette lehetővé többek között azt, hogy az épület rekord magasságú legyen. Az X alakú merevítés azonban nemcsak a szerkezet magasságát segíti, hanem azt is, hogy a belső alapterület jobban hozzáférhető legyen, és így – a különböző céloknak megfelelően – jobban kihasználható a torony, ha az építész úgy kívánja. Ezek az eredeti jellemvonások a John Hancock Centert szimbólummá avanzsálják. Az úttörő munkát Fazlur Khan építőmérnök, és Bruce Graham vezető építész végezte. A torony egyébként már számos díjat nyert különleges stílusa és kinézete miatt, többek között az Amerikai Építészeti Akadémia díját 1999 májusában.
Eredetileg két felhőkarcolót terveztek, ezért is John Hancock Center a neve. A második épület keletebbre lett volna, és végül azért nem épült meg, mert a földterületet nem tudták megszerezni.
Az épület első lakója Ray Heckla volt, aki mérnökként a 44. és 92. közti emeletek lakosztályaiért felelt. Heckla egy kétszobás lakásba költözött családjával 1969 áprilisában még azelőtt, hogy a felhőkarcolót átadták volna.
1981. november 11-én Dan Goodwin sikeresen mászta meg kívülről az épületet, fölhívva ezzel a figyelmet arra, hogy a felhőkarcolók felsőbb emeletein ragadt embereket lehetetlen kimenteni az épületből vészhelyzet esetén. Goodwinnek búvárruhát viselve és kampókat használva a tartószerkezetek kiálló részein sikerült felkapaszkodnia. A Chicagói Tűzoltóság többször is megpróbálta megállítani, hosszú rudakkal keresztezték útját, vízsugárral locsolták, illetve baltával csapkodták a közeli üveget. Végül Jane Byrne, a város akkori polgármestere, féltve Goodwin életét, leállította a tűzoltóság próbálkozásait és megengedte a mászónak, hogy befejezze útját, aminek végén letartóztatták.
Az épület belsejét 1995-ben átalakították, aminek köszönhetően az előcsarnok mészkővel és travertinnel burkolt padlózatot kapott. A felhőkarcoló előtt található ellipszis alakú közösségi kertet is felújították, mindig az évszaknak megfelelő növényeket ültetnek bele, és egy 3,5 méter magas vízesés is helyet kapott a téren.
1997. december 18-án az amerikai komikust, Chris Farley-t holtan találták a 60. emeleti lakásában. Szomszédja Jerry Springer volt, a The Jerry Springer Show házigazdája, aki 2009 májusában költözött el az épületből.
2002 márciusában egy, az épület ablakainak mosására és külső karbantartási munkákra használt állvány a 43. emeletről három autóra zuhant. A balesetben nyolc ember sérült meg, három nő életét vesztette. Az állvány egy része azonban fennmaradt a magasban, és himbálódzásával komoly károkat okozott a védőburkolatban, és sok ablakot bezúzott, szilánkokat szórva ezzel az utcára.
2003-ban két helyi rádióállomás először kezdett digitálisan sugározni a térségben a John Hancock Center tetejére szerelt adóállomás segítségével.
2006. december 10-én az épület irodáit a san franciscó-i Shorenstein Properties LLC cég 385 millió dollárért adta el a Goldman Sachs-nek. 1998-ban a Shorenstein 220 millió dollárért vette meg.
A Hustle up the Hancock verseny egyéves rendezvény, amit február utolsó vasárnapján tartanak. A verseny győztese az, aki elsőnek ér a 94. emeletre. Az eddigi rekord 2008-ban született, ekkor 9 perc 38 másodperc alatt értek föl. A rendezvény bevételével a chicagói tüdőintézetet támogatják.
Az épület tetején színes reflektorok találhatók, amiket éjszaka Chicago egész területén látni lehet. A fény színe az alkalomnak megfelelően változik, például karácsonykor zöld és vörös, de amikor a Chicago Bears bejutott a Super Bowl-ba kék és narancs színűek voltak.

## Magasság
Az antennával együtt a John Hancock Center magassága 457 méter, amivel a világon a tizennyolcadik helyen áll. 1969 és 2008 között a legmagasabb többfunkciós felhőkarcolójának számított.